# Rue Gaëtan-Rondeau
La rue Gaëtan-Rondeau est une rue de Nantes, en France.

## Situation et accès
Située  sur l'île de Nantes, cette artère rectiligne qui parcourt la partie orientale de l'île sur un axe orienté est-ouest, part du boulevard Alexandre-Millerand et aboutit boulevard Général-De-Gaulle.

## Origine du nom
Elle rend honneur à l'ancien maire de Nantes Gaëtan Rondeau.

## Historique
L'aménagement de la nouvelle voie a été effectué à la fin des années 1960, dans le cadre des travaux d'urbanisation de l'île Beaulieu qui était alors constituée de prairies. Par délibération du conseil municipal du 18 décembre 1972, l'artère qui est nommée « rue Gaëtan-Rondeau », après avoir porté le nom de « Voie 32-40 de l'Île Beaulieu ».
Dans le courant des années 1970 vont se succéder l'édification d'immeubles de bureaux, d'un centre commercial et d'équipements d'importance :
- le Centre commercial Beaulieu en 1975, sur la côté sud-est de la rue.
- le siège de la Caisse primaire d'assurance maladie vers 1978[2].
- le siège de l'URSSAF vers 1978[3].
- le Conservatoire de Nantes en 1979.
- le siège de la Direction Régionale de Pôle emploi.
- le siège et les studios de France 3 Pays de la Loire.

En 1984, est aménagé le jardin des Cinq sens jouxtant le conservatoire.
Depuis le 26 août 2013, la rue est parcourue sur toute sa longueur dans sa partie centrale par la ligne de chronobus C5 qui dispose d'un arrêt baptisé Conservatoire.
À la rentrée 2014, a été inauguré le lycée Nelson-Mandela situé derrière le conservatoire, les studios de France 3 et le jardin des Cinq Sens. Celui-ci accueille plus de 1 500 élèves venant des anciens lycées Vial et Leloup-Bouhier.
Le 27 février 2020, la ligne de Chronobus C5 est remplacée par la ligne 5 de Busway.